# Markus Eichenberger

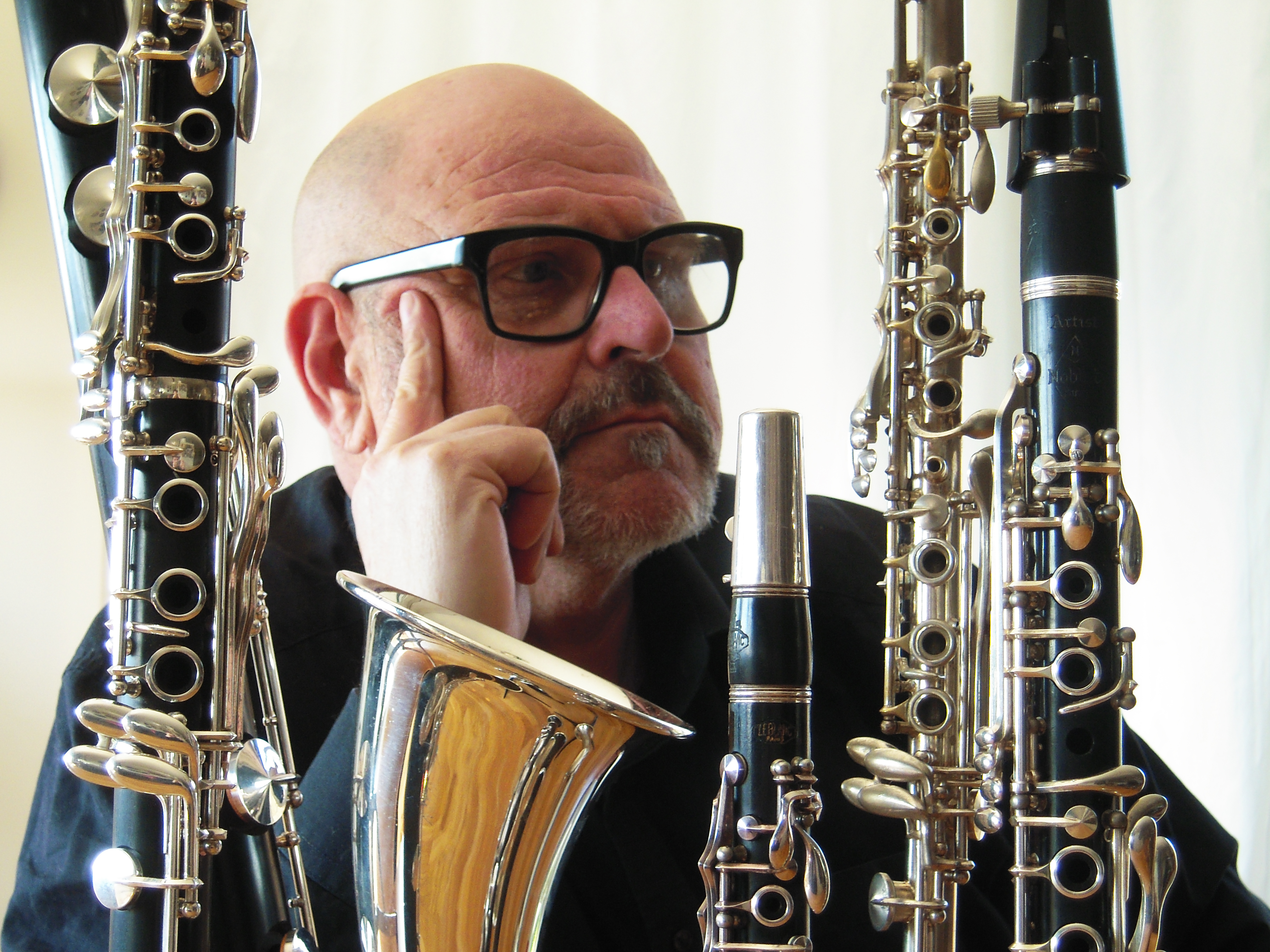
Markus Eichenberger

Markus Eichenberger (Aarau, 4 augustus 1957) is een Zwitserse klarinettist, saxofonist (bassaxofoon, altsaxofoon, baritonsaxofoon, tenorsaxofoon) en componist in de geïmproviseerde muziek.
Eichenberger was aanvankelijk van plan beroepsfotograaf te worden. Het werd echter een loopbaan in de muziek. Hij werd muziekleraar en haalde een blaasmuziekdirigent-diploma. Sinds 1982 geeft hij saxofoon- en klarinetles. Sinds 1977 is hij actief in de geïmproviseerde muziek, vooral als saxofonist. Hij speelde in allerlei groepen en projecten, maar in 1982 ging hij ook als solo-artiest werken. De meeste albums die hij in de jaren tachtig opnam, waren solo-albums. Hij werkte samen met onder andere de Zwitserse drummer Jacques Widmer (opnames in 1983), de Mytha Horns, de pianist Fredi Lüscher en drummer Ivano Torre. Rond 1995 was hij lid van de groep Double You Sea Fields, die onder meer heeft gespeeld met Ikue Mori. In de tweede helft van de jaren negentig leidde hij een projekt met wat je een improvisatie-bigband zou kunnen noemen, het projekt 'Domino'. Hij gaf in allerlei Europese landen concerten, ook in Nederland en België, alsook Amerika. Eichenberger kreeg verschillende prijzen.

## Prijzen
- Compositieprijs van WDR, 1992
- Prix Cultura van Kiwanis-Foundation, 1998
- Een prijs van de vereniging Wirtschaft und Kultur, Willisau, 2004

## Discografie (selectie)
- Untitled (met Jacques Widmer, alleen op cassette), KOPROD, 1983
- Atemschläge, KOPROD, 1984
- Atemketten Nr. 20/8 /Atemkreis (oplage 500 ex.), Unit Records, 1986
- Atemwerke (live-opnames), Unit, 1987
- Tuttrieb, Triebtat (solo), Unit, 1993
- San Gottardo (met The Mytha Horns), Unit, 1994
- ¡ROJO! (met Bartolomé Ferrando, Fredi Lüsscher en Alfred Zimmerlin), Unit, 1996
- Eulengesänge, Vol. 1: Eulen Fliegen Nicht Zum Mond (met Lüscher), Altrisuoni, 1999
- Eulengesänge, Vol. 2: Gesänge Aus Dem Dickicht Der Tage (met Ivano Torre), Altrisuoni, 1998
- DOMINO, Concept for ORCHESTRA, Emanem, 2003
- Halbzeit, Solo for Clarinet, Creative Sources Recordings, 2010
- EnsembleX, Red Toucan, 2012